# Daemonorops depressiuscula
Daemonorops depressiuscula là loài thực vật có hoa thuộc họ Arecaceae. Loài này được (Miq. ex H.Wendl.) Becc. mô tả khoa học đầu tiên năm 1902.